# Julius Lindströms stiftelse

Lindströmska stiftelsens bostäder i hörnet Haga Kyrkogata 1 och Vasagatan 3.

Julius Lindströms stiftelse är en svensk bostadsstiftelse, som bildades i Göteborg år 1874 på initiativ av grosshandlaren Julius Lindström. De ursprungliga husen låg i Haga, men ersattes med en ny byggnad i Kungsladugård på 1940-talet och revs år 1950. Stiftelsen delar ut bidrag för bostadskostnader till behövande.

## Historia
Julius Lindströms stiftelse grundades år 1874 och "Frihemmet i Haga" för pauvres honteux (tidigare välbeställda ståndspersoner som hamnat på obestånd) uppfördes. I mitten av 1870-talet rådde bostadsbrist i Göteborg. Arbetarklassens krav hade tillgodosetts, men grosshandlaren Julius Lindström, som hade ett stort intresse för sociala frågor, noterade att det fanns personer, som haft bra bostäder, men genom olyckliga omständigheter förlorat dem och därmed hade en svår situation. Han beslöt att uppföra några hus åt dem som fria bostäder och anskaffade därför några tomter på Sprängkullen vid Vasagatan och Haga Kyrkogata. Området, som tillhörde den tidigare Landalaängen, var till liten del bebyggt. Sprängkullen hade endast några få hus, men ovanför på platsen för det forna landeriet Anneberg hade en och annan villa uppförts. Mitt emot låg den Bolanderska egendomen med sin manbyggnad på höjden, sin kuperade terräng och sina lummiga träd.
De Lindströmska husen uppfördes till ett antal av fem: tre tvåvånings och två envånings, vilka tillsammans rymde 44 lägenheter. Gårdsplanerna till husen var tillräckligt stora för att släppa in luft och ljus. Lägenheterna, som fanns i stiftelsens hus, bestod mestadels av ett enkelt rum och kök. I regel beboddes varje lägenhet endast av en person, men ibland bodde där flera. Det kunde vara en gammal änka, som bodde där med sina döttrar, eller två systrar eller kvinnliga släktingar, som bodde tillsammans. Plats fanns för cirka 70–80 personer. Det var endast kvinnliga invånare som bodde där, med undantag av portvakten. Byggnaderna ritades av Victor von Gegerfelt.
Åren 1941–1942 fick stiftelsen mark i kvarteret Stensötan i Kungsladugård och uppförde där 44 moderna lägenheter om ett rum och kök. År 1972 byggdes de om till tvårumslägenheter. Byggnaden ritades av Göteborgs Drätselkammares Arkitektbyrå och är uppförd i tre våningar med gult tegel. Byggnaderna vid Haga Kyrkogata/Vasagatan revs år 1950.
Stiftaren Julius Lindström tillhörde en familj, som genom fyra generationer verkat i Göteborgs affärsliv. Hans far grundade snus- och tobaksfirman Lindström & Brattberg vid Kungsgatan.

## Stiftelsen idag
Lindström testamenterade 30 000 kronor till Göteborg stad för byggnadernas underhåll och till utdelning till de i hemmet mest behövande. Genom permutation år 1976 sker ingen årlig utdelning. Julius Lindströms stiftelse har som ändamål att lämna bidrag till "Behövande bosatta inom förutvarande Göteborgs stad för bostadskostnader" och har år 2020 tillgångar på 6,7 miljoner kronor och förvaltas av Göteborgs stad.